# Олівер Бозанич
Олівер Бозанич (англ. Oliver Bozanic, нар. 8 січня 1989, Сідней) — австралійський футболіст, півзахисник швейцарського «Люцерна» та національної збірної Австралії.

## Клубна кар'єра
Народився 8 січня 1989 року в місті Сідней. Вихованець низки австралійських футбольних шкіл та молодіжної команди клубу «Сентрал-Кост Марінерс». 
2007 року перебрався до англійського «Редінга», у складі якого грав лише за молодіжну команду. Протягом 2009-2010 років на умовах оренди виступав за англійські нижчолігові «Вокінг», «Челтнем Таун» та «Олдершот Таун».
2010 року повернувся на батьківщину, де три сезони захищав кольори команди клубу «Сентрал-Кост Марінерс». Граючи у складі «Сентрал-Кост Марінерс» здебільшого виходив на поле в основному складі команди.
До складу швейцарського «Люцерна» приєднався 2013 року.

## Виступи за збірні
Протягом 2006–2012 років залучався до складу молодіжної збірної Австралії. На молодіжному рівні зіграв у 26 офіційних матчах, забив 2 голи.
У жовтні 2013 року дебютував в офіційних матчах у складі національної збірної Австралії, вийшовши на заміну у товариській грі проти національної збірної Канади.

## Титули і досягнення
- Володар Кубка Австралії: 2015
- Переможець Юнацького чемпіонату АФФ (U-19): 2006